# Fără cruțare
Fără cruțare sau Furia armelor (titlu original: Gun Fury) este un film western american din 1953 regizat de Raoul Walsh. Rolurile principale au fost interpretate de actorii Rock Hudson și Donna Reed. Scenariul este realizat de Roy Huggins și Irving Wallace pe baza romanului Ten against Caesar din 1952 scris de K.R.G. Granger.

## Prezentare
Vestul Sălbatic: Ben Warren (Rock Hudson) revine acasă după războiul civil cu gândul de a trăi liniștit tot restul vieții sale alături de femeia care îi va deveni soție, Jennifer Ballard (Donna Reed).
După jefuirea unei diligențe, vestita bandă de sudiști condusă de Frank Slayton (Philip Carey) îl lasă pe Ben Warren să moară și pleacă cu logodnica sa. Warren își revine și îi urmărește pe bandiți.  La început nimeni nu dorește să-l ajute pe Ben, dar reușește să găsească doi bărbați care au jurat răzbunare împotriva nemilosului Slayton, un american nativ și un fost membru al bandei lui Slayton.

## Distribuție
- Rock Hudson - Ben Warren
- Donna Reed - Jennifer Ballard
- Philip Carey - Frank Slayton
- Roberta Haynes - Estella Morales
- Leo Gordon - Jess Burgess
- Lee Marvin - Blinky
- Neville Brand - Brazos
- Ray Thomas - Doc
- Robert Herron - Curly Jordan
- Phil Rawlins - Jim Morse
- John Cason - Westy
- Forrest Lewis - Weatherby
- Pat Hogan - Johash

## Lansare și primire
A fost lansat de Columbia Pictures și a avut premiera la 11 noiembrie 1953.